# 台灣保庇
《台灣保庇》是由金騰國際傳播製作、中國電視公司監製的旅遊節目，於2011年4月16日開播，每週六12:30－13:30於中視首播，第一任節目主持人為JR。
2012年2月4日，節目進行第一次改版，改由謝哲青主持，主持風格轉為平實。2012年11月17日為本節目的第二次改版，改由大愷和阿飛主持。2013年8月31日停播。
節目重播時段為中視主頻每週一02:00、每週三09:00，中視綜藝台每週三03:00、06:00、12:00。
2013年6月9日起，中視HD台開始同步首播。

## 主持人
- 第一代（2011年4月16日－2012年1月28日）：JR
- 第二代（2012年2月4日－11月10日）：謝哲青
- 第三代（2012年11月17日－2013年8月31日）：大愷、阿飛

## 節目列表
資訊來源：台灣保庇官方網站（包含電視與雜誌）

### 2011年
| 集數 | 日期     | 主題                                                        | 地點                                                   | 美食／景點 |
| 001  | 04月16日 | 綠島                                                        | 台東縣綠島鄉                                           | 冰獄、唐師傅海草麻糬、大哥ㄉ故事 |
| 002  | 04月23日 | 綠島2                                                       | 台東縣綠島鄉                                           | 綠島梅花鹿生態園區、綠漁餐廳(羊肉爐 ) |
| 003  | 04月30日 | 金門                                                        | 福建省金門縣                                           | |
| 004  | 05月7日  | 金門2                                                       | 福建省金門縣                                           | 鐵腳金門刀、鬍鬚伯麵線、珠山大夫第、金門縣水產試驗所、JESSICA'S戀戀紅樓 國共餐廳、蚵嗲之家、王阿婆小吃店、陳金福號 名記貢糖                         |
| 005  | 05月14日 | 澎湖                                                        | 澎湖縣                                                 | |
| 006  | 05月21日 | 澎湖2                                                       | 澎湖縣                                                 | 許媽媽小吃館、義宮、情人碼頭、御品家黑糖糕、金沙灘、村長的家民宿                                                                                    |
| 007  | 05月28日 | 台中                                                        | 台中市                                                 | |
| 008  | 05月31日 | 台中2                                                       | 台中市                                                 | 宏興育樂事業、新凍芋園嫩仙草專賣店、麒麟峰溫泉會館、右見一炊煙                                                                                      |
| 009  | 06月4日  | 基隆                                                        | 基隆市                                                 | 元璋玻璃科技館、基隆孝三路大腸圈、仙洞巖 |
| 010  | 06月11日 | 桃園                                                        | 桃園縣                                                 | 美德高餅舖、峇裡島motel休閒會館、上皇泰式時尚養身館、國旗屋米干店                                                                                   |
| 011  | 06月18日 | 新竹                                                        | 新竹縣                                                 | 眷村文化博物館、新屋鵝肉冰鎮滷味、重昇玻璃有限公司、吼牛排、丸竹化粧品                                                                              |
| 012  | 06月25日 | 台北                                                        | 台北市                                                 | 社子天下第一辣、金泰日式料理、官韻陳年老茶、野草花果有機農場                                                                                        |
| 013  | 07月2日  | 台北                                                        | 台北市、新北市                                         | 台北花卉村、石碇泥畫屋、野宴食堂、二格山自然中心 |
| 014  | 07月9日  | 宜蘭                                                        | 宜蘭縣                                                 | 礁溪 甕窯雞、水岸森林會館、廣興農場、蔥仔寮田園民宿                                                                                                 |
| 015  | 07月16日 | 宜蘭2                                                       | 宜蘭縣                                                 | 倚勤空中撈魚、蜡藝彩繪館、傳承蒜味肉、悟遠劇坊 |
| 016  | 07月23日 | 北海岸                                                      | 新北市萬里區                                           | 萬里玉敕文武廟、太平洋翡翠灣溫泉渡假飯店 |
| 017  | 07月30日 | 北海岸2                                                     | 新北市萬里區、新北市金山區                             | 內文陽明山水溫泉會館、野柳海洋世界、曼特寧咖啡屋、金山塔帕笠屋                                                                                      |
| 018  | 08月6日  | 新竹                                                        | 新竹縣新埔鎮                                           | 義順百年傳統手工製冰廠、劉家莊燜雞、錦興豆腐店、南園                                                                                                |
| 019  | 08月13日 | 大溪                                                        | 桃園縣大溪鎮                                           | 阿海師陀螺王博物館、陳師兄素肉圓、伊加伊 motel、獵鷹漆彈生活營、品香食塾                                                                            |
| 020  | 08月20日 | 豐原                                                        | 台中市豐原區、台中市外埔區、台中市后里區、台中市石岡區 | 豐原流星花園民宿、后里月眉天馬牧場、后里新幹線列車站、石岡仙塘跡                                                                                    |
| 021  | 08月27日 | 苑裡                                                        | 苗栗縣苑裡鎮                                           | 振發帽蓆公司、東里家風、苑裡金光肉圓、苑裡傳統豆花、苑裡垂坤肉鬆專賣店                                                                              |
| 022  | 09月3日  | 鹿港                                                        | 彰化縣                                                 | 鹿港龍山寺、鹿港紅樓精品旅館、芬園阿里曼人文咖啡館、二林冠品牛肉麵、和美銘冠護衛犬培訓中心                                                          |
| 023  | 09月10日 | 彰化                                                        | 彰化縣社頭鄉、彰化縣田中鎮                             | 社頭樂活觀光襪廠、田中窯 |
| 024  | 09月17日 | 花蓮                                                        | 花蓮縣                                                 | 馬太鞍濕地、花蓮馥麗生活旅店、花蓮海灣32行館、諾麗料理、花蓮如豐琢玉工坊、Country Mother's 、花蓮中一豆花、花蓮慶修院、馬太鞍拉藍的家、花蓮芳草古樹 |
| 025  | 09月24日 | 花蓮2                                                       | 花蓮縣                                                 | |
| 026  | 10月1日  | 台北                                                        | 台北市、新北市                                         | 大塊肉羹、八里左岸傑瑞手工披薩、小鬍子冒險學校、北投荷豐溫泉會館、淡水清水祖師廟、淡水生態農場、淡水十八味涼茶、淡水半坪屋糯米腸、淡水紅櫻花食品    |
| 027  | 10月8日  | 台北2                                                       | 台北市、新北市                                         | |
| 028  | 10月15日 | 嘉義                                                        | 嘉義市、番路鄉                                         | 雙忠廟、義東市牛雜湯、田寮靶場、Bless 咖啡 . 茶 . 衣 . 飾 . 金工銀飾                                                                                |
|      | 10月22日 | 因播出「100年度電視金鐘獎頒獎典禮」故「台灣保庇」暫停一次。 |                                                        | |
| 029  | 10月29日 | 嘉義                                                        | 嘉義縣、嘉義市                                         | |
| 030  | 11月5日  | 宜蘭                                                        | 宜蘭縣                                                 | 三剛鐵工廠文物館、涼意叭噗專賣店、蘇澳廟口米粉羹、甘拜打喫飯、真水蘭陽白鷺鷥民宿                                                                    |
| 031  | 11月12日 | 東北角                                                      | 新北市瑞芳區                                           | 勸濟堂、猴硐文史工作室、黑白毛餐廳、林家阿嬤柑仔店                                                                                                  |
| 032  | 11月19日 | 台南北門                                                    | 台南市北門區                                           | 南鯤鯓代天府、北門遊客中心 |
| 033  | 11月26日 | 日月潭                                                      | 南投縣魚池鄉                                           | 日月潭、伊達邵、文武廟、明潭傳奇風物館、貓頭鷹工廠、瑪蓋旦風味餐廳、潭暉時尚風華旅店                                                                |
| 034  | 12月3日  | 台南鹽水                                                    | 台南市鹽水區、柳營區、學甲區                           | 大眾廟、泉利號打鐵舖、荖塘湖藝術村、台灣詩路、南元休閒農場、阿三意麵                                                                                |
| 035  | 12月10日 | 苗栗三灣                                                    | 苗栗縣三灣鄉、頭份鎮                                   | 五穀廟、來食茶打嘴鼓、神農科技休閒農場、亞太創意技術學院、柑橘果園、山城複合式庭園餐廳                                                              |
| 036  | 12月17日 | 彰化市                                                      | 彰化縣彰化市                                           | 南瑤宮、彰化扇形車庫 、紅葉鄉土童玩館、蜜魯手工窯烤披薩、二林工商拳擊社 、燒肉圓、春城四季樂活旅館                                                  |
| 037  | 12月24日 | 桃園縣                                                      | 桃園縣                                                 | 八路財神廟、囍朋歐法餐廳、百老匯天籟之音、老 K 彈簧床、海景一號海鮮餐廳、東和音樂體驗館                                                             |
| 038  | 12月31日 | 新北市石門                                                  | 新北市石門區                                           | 石門情人廟、風稜石岩燒餐廳、北海岸遊憩探索館、藍色撒哈拉、沐藍棧渡假民宿、囍宴軒 台北小巨蛋店                                                       |

### 2012年
| 集數 | 日期     | 主題                     | 地點                                 | 美食／景點 |
| 039  | 1月7日   | 彰化鹿港                 | 彰化縣鹿港鎮、和美鎮                 | 玉渠宮、台灣玻璃館、怡古齋、郁文齋創意燈籠工作室、和美雅溝民俗才藝、紅樓精品汽車旅館                                                                         |
| 040  | 1月21日  | 南投草屯                 | 南投縣                               | 草屯敦和宮、晴海冷泉精品旅館、新珍香、大姐麻糬久味本舖 |
| 041  | 1月28日  | 新北三峽                 | 新北市三峽區                         | 福安宮、三峽藍染工坊、茶山房肥皂文化體驗館、花岩山林、皇后鎮森林、三角湧醬菜茶                                                                               |
| 042  | 2月4日   | 雲林北港                 | 雲林縣北港鎮                         | 武德宮、森興燈店、北港圓仔湯、唯森傳統手工紙製藝術品推廣中心、永豐錫店                                                                                       |
| 043  | 2月11日  | 彰化鹿港                 | 彰化縣鹿港鎮                         | 鹿港龍山寺、鹿港文武廟、鄭玉珍餅舖、童年往事鹿港旅遊懷舊餐廳、玻璃國                                                                                         |
| 044  | 2月18日  | 嘉義新港                 | 嘉義縣新港鄉                         | 新港奉天宮、新港香藝館、板陶窯交趾剪黏工藝園區、客人的厝、源發號醬油                                                                                         |
| 045  | 2月25日  | 衚衕看台南               | 台南市                               | 祀典武廟、冰鄉冷飲屋、府城光彩繡莊、阿松割包、重慶寺、吾宅                                                                                                   |
| 046  | 3月3日   | 嘉義番路                 | 嘉義縣番路鄉                         | 紫雲寺、童年渡假村、牛將軍廟、朴子電音三太子 |
| 047  | 3月10日  | 桃園大溪                 | 桃園縣大溪鎮                         | 鳳飛飛紀念展(武德殿)、大溪教會、黑心肝、神牛觀光區、天池餐廳                                                                                                 |
| 048  | 3月17日  | 屏東四重溪               | 屏東縣車城鄉                         | 福安宮、潘氏農場、清泉日式溫泉館、鎮安宮、武山老棠、伊凡斯山野菜館、哭泣湖畔石頭屋                                                                           |
| 049  | 3月24日  | 台南老屋欣力             | 台南市                               | 大天后宮、全美戲院、破屋WIRE、佳佳西市場旅店、風神廟 |
| 050  | 3月31日  | 台中市                   | 台中市、彰化縣秀水鄉                 | 馬興陳宅、石莊彩繪院、天天饅頭、十三號咖啡、文華道會館 |
| 051  | 4月7日   | 宜蘭                     | 宜蘭縣五結鄉、冬山鄉、羅東鎮         | 四結福德廟、福州客棧、風箏小木屋、廣興農場、諾貝爾奶凍捲 |
| 052  | 4月14日  | 台北新莊                 | 新北市新莊區                         | 新莊地藏庵、新莊客旅、响 仁和、中港厝福德祠、老順香 |
| 053  | 4月21日  | 高雄                     | 高雄市                               | 佛教堂、高雄婆婆冰、三郎餐包、兩廣醒獅團、Mo Java、無極奉聖宮                                                                                                |
| 054  | 4月28日  | 九份                     | 新北市瑞芳區                         | 黃金瀑布、福山宮、九份麵線羹、山城美館、樂伯二手書店、A-home 民宿、春夏秋冬茶坊                                                                              |
| 055  | 5月5日   | 高雄-漫步南國晴與情      | 高雄市                               | 沙多宮、路邊豆花、王冠布莊、保安堂、孫家肉粽、85 藍海、打狗餅舖                                                                                              |
| 056  | 5月12日  | 金門烈嶼鄉               | 福建省金門縣烈嶼鄉                   | 烈嶼鄉公所、黃厝三層樓芋頭餐、上林李府將軍廟、南塘真武太子會、合成餅店、民俗文物之家                                                                         |
| 057  | 5月12日  | 蛻變‧古樸金門小鎮        | 福建省金門縣金城鎮                   | 浯島城隍廟、邱良功母節孝牌坊＋鹹粿炸 、金合力鋼刀、浯州陶藝、水調歌頭民宿、大方鬍鬚伯麵線、金門風獅爺 、大金門隱藏版風獅爺、東洲風獅爺、歐厝風獅爺           |
| 058  | 5月26日  | 鬧區中的桃花源‧台中大坑  | 台中市北屯區                         | 軍福宮、日光溫泉 、福順宮、夜照、心凍嫩仙草、新興國小 |
| 059  | 6月2日   | 新竹市                   | 新竹市                               | 竹蓮寺 、丸竹化妝品 、秋誼美容護膚、葉佳讓佛雕工作室、交大土地公廟、轉角 15、湖山風景旅館                                                                    |
| 060  | 6月9日   | 慢活桃園 瘋田野‧桃園觀音 | 桃園縣新屋鄉、觀音鄉                 | 范姜古厝 、長祥宮 、蓮荷園、福元手工花生糖、諾富特、甘泉寺、草編博物館                                                                                       |
| 061  | 6月16日  | 新北市 淡水              | 新北市淡水區、八里區                 | 琉傳天下藝術館 、金記黑糖糕 、關渡宮、廖添丁廟、福容大飯店 、淡水漁文影像館                                                                                  |
| 062  | 6月23日  | 台北市 大同區            | 台北市大同區                         | 保安宮 、意麵王、豆花莊、霞海城隍廟、和太鼓 |
| 063  | 6月30日  | 台北市 萬華區            | 台北市萬華區                         | 清水祖師爺廟、築地野台壽司、青草街四知青草店、青山宮、武林盟主福州胡椒餅、莽葛拾遺二手書店                                                                   |
| 064  | 7月7日   | 新北石碇                 | 新北市石碇區、深坑區                 | 石碇五路財神廟 、集順廟、百年石頭屋、九寮坡、顏藝德興深坑豆腐冰淇淋                                                                                          |
| 065  | 7月14日  | 新北萬里                 | 新北市萬里區                         | 昭靈宮、淺沐道、翡翠灣太平洋渡假飯店 |
| 066  | 7月21日  | 新北三芝                 | 新北市三芝區                         | 三芝富福頂山寺(貝殼廟)、緣道觀音廟、三芝紅龍果觀光農園、2號倉庫咖啡館、邊界驛站                                                                              |
| 067  | 7月28日  | 雲林                     | 雲林縣                               | 安西府、蛤仔輝地方風味簡餐店、雲林故事館、雲林布袋戲館、興隆毛巾觀光工廠、長興圓仔冰專賣店                                                                   |
| 068  | 8月4日   | 宜蘭南澳                 | 宜蘭縣南澳鄉                         | 晉安宮、廖榮川米糕、蘇澳冷泉、鳳鳴羊羹、南澳自然田、天后宮、朝陽社區                                                                                         |
| 069  | 8月11日  | 龍潭                     | 桃園縣龍潭鄉                         | 南天宮、三坑老街-永福宮、阿秋姨客家美食、心蘭活魚餐廳、尚好龍泉茗茶                                                                                          |
| 070  | 8月18日  | 北投                     | 台北市北投區                         | 照明寺、北投文物館、台北市北投區湖山國民小學、菜元益湯圓店、荷豐溫泉會館                                                                                     |
| 071  | 8月25日  | 台南                     | 台南市                               | 聖母廟、藝術街、阿鳳浮水魚羹 、怪獸茶舖 、台影文化城、白河陶坊                                                                                               |
| 072  | 9月1日   | 新竹                     | 新竹縣關西鎮、橫山鄉                 | 金錦山義民廟、山中傳奇、橫山民俗文物館 、內灣新樂園 、櫻木花道內灣咖啡、廣濟宮                                                                               |
| 073  | 9月8日   | 台中                     | 台中市                               | 南天宮、鐵皮馬尺、顏記肉包 、大麵羹 、張家祖廟、台灣氣球博物館                                                                                               |
| 074  | 9月15日  | 彰化                     | 彰化縣芳苑鄉、彰化市、鹿港鎮         | 普天宮 、王功漁港、洪維身蚵仔炸 、彰化孔廟 、老担阿璋肉圓、阿舍茶樓                                                                                          |
| 075  | 9月22日  | 桃園大溪                 | 桃園縣大溪鎮、新屋鄉、中壢市、八德市 | 迎富送窮廟 、八路財神廟、老橡樹( 波蘭料理) 、桃園八德三清宮 、榕樹下老阿伯現滷豆干、榕樹下阿嬤古早冰                                                         |
| 076  | 9月29日  | 基隆                     | 新北市瑞芳區、基隆市                 | 金山武英殿西秦王爺廟 、青雲殿、玉兔橋、朋廚烘培坊 、盛德農莊、基隆情人湖                                                                                     |
| 077  | 10月6日  | 苗栗                     | 苗栗縣獅潭鄉                         | 靈洞宮 、仙山仙草、汶水茶壽、汶水老街 |
| 078  | 10月13日 | 新竹                     | 新竹市、新竹縣湖口鄉                 | 新竹都城隍廟、淵明水蛋糕、天公壇、湖口百年歲月創意餐坊 |
| 079  | 10月20日 | 南投                     | 南投縣                               | 松柏嶺受天宮、寶島時代村、茶米香民宿、地母至尊總廟、台灣飛行傘俱樂部                                                                                         |
| 080  | 10月27日 | 三芝                     | 新北市三芝區                         | 小基隆福成宮、綠竹園休閒農莊、素人雕刻家-黃清松、智成仁義宮、石滬                                                                                            |
| 081  | 11月3日  | 鶯歌                     | 新北市鶯歌區                         | 鶯歌碧龍宮、良之燒陶瓷彩繪教室、阿雪姨餐廳、許新旺陶瓷紀念博物館、鶯歌甕仔麵、宏德宮、孫臏祖師廟、永順豆皮工廠、阿婆壽司、宜蘭土包仔、新北市立鶯歌陶瓷博物館 |
| 082  | 11月10日 | 蘆洲                     | 新北市蘆洲區、三重區                 | 蘆洲湧蓮寺、蘆洲李宅李友邦將軍紀念館、蘆洲保和宮、三重先嗇宮、蘆洲紫禁城博物館、蘆洲懋德宮(鄭成功廟)、龍鳳堂餅舖(麗君餅、小鄧餅)                             |
| 083  | 11月17日 | 苗栗                     | 苗栗縣公館鄉、大湖鄉、泰安鄉         | 苗栗公館城隍廟、苗栗公館出磺坑台灣油礦陳列館、苗栗大湖法雲禪寺、清安豆腐街、苗栗泰安土牧驛健康農莊、日出溫泉度假飯店、皇家大閘蟹場                           |
| 084  | 11月24日 | 基隆                     | 基隆市                               | 基隆天后宮、和平島、獅球嶺砲台、二沙灣砲台(海門天險)、槓子寮砲台、大武崙砲台、白米甕砲台、基隆奠濟宮、吳記鼎邊銼                                             |
| 085  | 12月1日  | 宜蘭                     | 宜蘭縣宜蘭市、五結鄉                 | 昭應宮、大二結紙文化館、二結穀倉稻農文化館、王公廟、玉兔鉛筆學校                                                                                             |
| 086  | 12月8日  | 瑞芳                     | 新北市瑞芳區                         | 黑金藝文工作室、猴硐煤礦博物園區、胡達華釘畫工作室、阿婆理髮廳、九份永和藥房、勸濟堂                                                                         |
| 087  | 12月15日 | 桃園蘆竹                 | 桃園縣蘆竹鄉                         | 南崁五福宮、太監雞莊、寶順宮、竹峰茗茶、海灣星空 |
| 088  | 12月22日 | 三峽                     | 新北市三峽區                         | 長福巖清水祖師廟、月珍香大腸圈、巷仔內切仔麵、三峽染工房 |
| 089  | 12月29日 | 花蓮玉里                 | 花蓮縣、玉里鎮                       | 協天宮、武聖會、玉里神社志工隊、葉火旺、橋頭玉里麵 |

### 2013年
| 集數 | 日期     | 主題           | 地點                                                             | 美食／景點 |
| 090  | 01月5日  | 花蓮           | 吉安鄉、光復鄉、玉里鎮                                           | 慶修院、騎腳酸休閒鐵馬租賃站、花蓮觀光糖廠、啄木鳥的家、安通溫泉飯店 |
| 091  | 01月12日 | 雲林西螺       | 雲林縣西螺鎮                                                     | 廣福宮老大媽廟、丸莊醬油 |
| 092  | 01月19日 | 新莊           | 新北市新莊區                                                     | 新莊廟街-廣福宮、慈祐宮、武聖廟、老順香餅舖、响仁和鐘鼓場 |
| 093  | 01月26日 | 高雄鳳山       | 高雄市鳳山區、美濃區                                             | 鳳山東便門、鳳山天公廟、信興鐵店、尤家赤山粿、鶴山佛店、湖美茵民宿 |
| 094  | 02月2日  | 嘉義           | 嘉義市                                                           | 大天宮、嘉義火焰舞蹈團、涼安佛具社、真北平餐廳、峰寺廟文化藝術創作 |
| 095  | 02月9日  | 北港           | 雲林縣北港鎮、口湖鄉、西螺鎮                                     | 北港朝天宮、朝天宮莊儀團、燈心工藝坊、福樂海產行、盧日昇烏魚子、振興社醒獅團 |
| 096  | 03月2日  | 大溪           | 桃園縣大溪鎮、龍潭鄉                                             | 普濟堂、創意風車館、桃園大溪陀螺王、媽媽月光餅、迎富送窮廟、新龍泉花園餐廳 |
| 097  | 03月9日  | 苗栗           | 苗栗縣苗栗市、南庄鄉、卓蘭鎮                                     | 玉清宮、糊龍師傅-張志龍、福興里社區教室-竹編龍+花布燈籠、中平國小-布馬陣、桂花園鄉村會館、卓蘭峩崙廟 |
| 098  | 03月16日 | 台北           | 台北市萬華區、大同區                                             | 清水巖祖師廟、李亭香餅鋪、台北霞海城隍廟、 小藝埕、有記茶鋪 |
| 099  | 03月23日 | 高雄           | 高雄市三民區、鹽埕區、旗津區、燕巢區、岡山區                     | 美利達旗艦店、阿婆冰、旗津天后宮、鴨角活海產店、旗津漁港、高雄三鳳宮、宏興閣皮影戲團、高雄市立歷史博物館 - 皮影戲館、玄義會電音三太子 |
| 100  | 03月30日 | 台南           | 台南市北門區、永康區、安平區、中西區                             | 億載金城、安平陶坊、大員人力共同合作社、南鯤鯓代天府、永川工藝社、黑蝸牛木工作室、廣興宮、王西勢食品行 |
| 101  | 04月6日  | 鹿港           | 彰化縣鹿港鎮                                                     | 護聖宮(玻璃廟)、榮芳堂香鋪、桂花巷藝術村(傳藝聯合工坊)、怡古齋麵茶、鹿港天后宮、北頭福德祠 |
| 102  | 04月13日 | 苗栗           | 苗栗縣通霄鎮、西湖鄉、南庄鄉、獅潭鄉                             | 白沙屯拱天宮、硬頸樂團、山芙蓉民宿、石壁藍染、古早味擂茶、仙山-協靈宮 |
| 103  | 04月20日 | 新竹           | 新竹市新竹縣峨眉鄉                                               | 世博台灣館、長和宮、富美宮、東德成米粉、峨嵋鄉茶業產銷班第一班、新竹市特技風箏運動協會 |
| 104  | 04月27日 | 金瓜石、九份   | 新北市瑞芳區                                                     | 九份福山宮廟中廟、邱錫勳老師工作室、泥人吳鬼臉館、九份茶坊、雲山水、福興宮、金福宮、 新北市立黃金博物館 |
| 105  | 05月4日  | 宜蘭           | 宜蘭縣南澳鄉、冬山鄉、三星鄉、蘇澳鎮                             | 南澳阿聰自然田、南方澳魚市場、草湖玉尊宮、蔥仔寮體驗農場 、南方澳進安宮 |
| 106  | 05月11日 | 花蓮           | 花蓮縣壽豐鄉、光復鄉、富里鄉                                     | 發發發財神廟、立川漁場、如豐琢玉工坊、仁壽宮(蛇廟)、欣綠農園(巴拉告)、大自然手作火山豆腐 |
| 107  | 05月18日 | 台東池上       | 台東縣池上鄉、延平鄉                                             | 大坡福德宮、池上保安宮、池上農會金色豐收館、全美行池上便當、清河堂、紅葉國小 |
| 108  | 05月25日 | 台中           | 台中市南屯區、外埔區、新社區                                     | 萬和宮、林金生香餅行、慶隆犁頭店、虎爺文化園區、沐心泉休閒牧場、百菇莊 |
| 109  | 06月1日  | 北海岸         | 新北市金山區、萬里區、貢寮區                                     | 金山老街、樸真民宿、金山財神廟、福隆-東興宮、福隆沙雕、卯澳小站 |
| 110  | 06月8日  | 端午特輯       | 台北市北投區、新北市淡水區、桃園縣龍潭鄉、平鎮市、楊梅市         | 北投屈原宮、淡水震清會館、新北消防局龍舟隊、楊梅白蛇廟、阿秋姨客家美食、桃園縣新移民學習中心 |
| 111  | 06月15日 | 雲林           | 雲林縣西螺鎮、崙背鄉                                             | 西螺福興宮、螺陽文教基金會、西螺埔心振興社、西螺老李仔協泉烏麻油工廠、欣昌錦鯉養殖場、悠紙生活館 |
| 112  | 06月22日 | 嘉義           | 嘉義縣東石鄉、嘉義市                                             | 手工汽水、三昧堂、城隍廟、富安宮、東石港 觀光扁舟 |
| 113  | 06月29日 | 高雄旗山、美濃 | 高雄市旗山區、內門區、美濃區                                     | 台青蕉香蕉創意工坊 、旗山天后宮、內門紫竹寺、旗山豬仔包、廣進盛紙傘、野蓮池 |
| 114  | 07月6日  | 彰化           | 彰化縣芳苑鄉、埔鹽鄉、二林鎮、大城鄉、田中鎮                     | 抓蝦猴、普天宮、雞毛撢子、蘭輝葡萄園、萬安宮、一元積木 |
| 115  | 07月20日 | 台南           | 台南市北門區、鹽水區、學甲區、七股區、仁德區、安平區、南區       | 雲嘉南濱海國家風景區管理處、鹽水護庇宮、學甲草坔五路財神廟、頑皮世界野生動物園、夕遊井仔腳-瓦盤鹽田、臺鹽實業股份有限公司、鹽山鹽焗海鮮、台南市第一漁權會漁業生產合作社、台南市北門區虱目魚產銷班-宏海產銷班、東東餐飲企業、府城食府、十鼓文化村/擊樂團、原像有限公司 |
| 116  | 07月27日 | 東北角         | 新北市三芝區、貢寮區                                             | 阿助伯農場、三芝牧蜂農莊、三芝八仙宮、貢寮區龍洞四季灣、靈鷲山無生道場 |
| 117  | 08月3日  | 新竹           | 新竹市、新竹縣竹北市                                             | 普天宮、九天玄女廟、Skyway vwt垂直風洞、西北訓犬、溯溪風城攀岩館 |
| 118  | 08月10日 | 南投           | 南投縣魚池鄉、竹山鎮                                             | 龍鳳宮、啟示玄機院孔明廟、日月潭特色遊學中心、大山水晶咖啡莊園、芳仕璐昂琉璃藝術館、裕農汽車修理廠 |
| 119  | 08月17日 | 基隆萬里       | 新北市萬里區、基隆市中正區                                       | 野馬飛行俱樂部、野柳海洋世界、太平洋翡翠灣渡假溫泉飯店、基隆財神廟、八斗子福清宮 |
| 120  | 08月24日 | 北港           | 雲林縣北港鎮、東勢鄉、南投縣水里鄉、竹山鎮、集集鎮、台南市安南區 | 永安宮(二太子廟)、北港朝天宮、國際高空彈跳、捷軨小型賽車場、集集漆彈場、 吉普車特技-阿諾、雄威龍獅團 |
| 121  | 08月31日 | 宜蘭           | 宜蘭縣頭城鎮、礁溪鄉、壯圍鄉、三星鄉、羅東鎮                     | 鴻大衝浪俱樂部、德陽宮、礁溪石窯雞、補天宮、宜蘭安農溪泛舟、宜蘭蘭陽體操隊 |

## 新聞
- 謝哲青接《台灣保庇》寒單神隱５分鐘

## 外部連結
- 中視台灣保庇官方網站：2011／2012 （页面存档备份，存于）

## 作品的變遷
| 中視 2011.04.16星期六12:30~13:30 | 中視 2011.04.16星期六12:30~13:30    | 中視 2011.04.16星期六12:30~13:30 |
| -------------------------------- | ----------------------------------- | -------------------------------- |
|                                  | 台灣保庇 （2011.04.16 -2013.08.31） |                                  |
| (待查)                           | -                                   |                                  |